# Porto San Giorgio
Porto San Giorgio är en ort och kommun i provinsen Fermo i regionen Marche i Italien. Kommunen hade 16 079 invånare (2018) och ligger  nära Adriatiska havet.

## Vänorter
- Gessopalena,  Italien
- Biograd na Moru,  Kroatien